# Cassiopeia A

Cassiopeia A observada por el telescopio espacial Hubble

Cassiopeia A (también llamado Cas A, SNR G111.7-02.1, 3C 461 y AJG 109) es un remanente de supernova en la constelación de Casiopea y la fuente astronómica de radio más brillante fuera del sistema solar a frecuencias superiores a 1 GHz. La densidad de flujo a una frecuencia de 1 GHz es de 2720 Jy. A pesar de su luminosidad en ondas de radio, esta es extremadamente débil en el espectro visible, y solo se puede observar en fotografías de larga exposición.

## Origen de Cassiopeia A
La supernova que originó este remanente se encontraba dentro de la Vía Láctea a una distancia de aproximadamente 11 000 años luz (3400 pársecs).
Se cree que la luz de la explosión estelar llegó por primera vez a la Tierra hace aproximadamente 340 años, pero no existen fuentes históricas de la observación de la estrella progenitora, probablemente debido a que el polvo interestelar absorbió la radiación visible antes que esta alcanzara la Tierra. Sin embargo, es posible que esta fuera registrada como la estrella 3 Cassiopeiae por John Flamsteed el 16 de agosto de 1680. Posibles explicaciones se inclinan hacia la idea que la estrella originaria era extraordinariamente masiva y previamente habría expulsado muchas de sus capas exteriores. Estas capas podrían haber encubierto la estrella y reabsorbido mucha de su luz liberada cuando el interior de la estrella colapsó. La nube en expansión del material remanente tiene ahora aproximadamente 10 años luz de un extremo a otro.
Cassiopeia A es el resto de supernova de colapso de núcleo (CC) más joven de la Vía Láctea.
Ninguna supernova ha sido observable a simple vista en nuestra galaxia desde entonces.

## Características
En la banda de radiofrecuencias, Cassiopeia A tiene una clara forma de cáscara con nódulos de emisión compactos.
Además, es la radiofuente más intensa en el cielo más allá de nuestro sistema solar y fue una de las primeras fuentes encontradas en 1947. El componente visible fue inicialmente en 1950.
Igualmente, Cassiopeia A es una fuente intensa de rayos X con la presencia de diversos elementos en el material expulsado. En conjunto, la emisión global en rayos X corresponde a una estructura aproximadamente circular de emisión difusa rodeando a un anillo interior.
Las capas en expansión tienen una temperatura de 11 000 000 K.
Aunque en 1979 Shklovsky postuló que Cassiopeia A podía albergar un agujero negro en su interior, en 1999 el observatorio de rayos X Chandra encontró una «fuente caliente puntual» (denominada CXOU J232327.8+584842) que muy posiblemente corresponde a una estrella de neutrones muy joven.

## Observación del eco de luz
En 2008 el eco de luz infrarrojo de la explosión de Cassiopeia A fue observado cerca de las nubes de gas usando el telescopio espacial Spitzer. El espectro registrado probó que la supernova fue de tipo IIb, lo que implica que resultó del colapso interno y la subsiguiente explosión violenta de una estrella masiva, probablemente una supergigante roja. Esta ha sido la primera observación del eco de luz en infrarrojo de una supernova cuya explosión no ha sido observada directamente, lo cual abre la posibilidad de estudiar y reconstruir eventos astronómicos pasados.